# كريس كوبر
كريس كوبر (بالإنجليزية: Chris Cooper)‏ من مواليد 9 يوليو 1951 ممثل أمريكي، حاصل على جائزة الأوسكار 2002 كأفضل ممثل في دور مساند عن فيلم تبني ، وحصل بنفس الدور جائزة الغولدن غلوب 2003 كأفضل ممثل في دور مساند، ظهر في العديد من الأفلام منها الجمال الأمريكي وكابوتي وسريانا والمملكة والبلدة وأغسطس: مقاطعة أوساج .

## الأعمال
- 2010: تذكرني.
- 2014: الرجل العنكبوت المذهل 2.

## روابط خارجية
- كريس كوبر على موقع IMDb (الإنجليزية)
- كريس كوبر على موقع الموسوعة البريطانية (الإنجليزية)
- كريس كوبر على موقع روتن توميتوز (الإنجليزية)
- كريس كوبر على موقع قاعدة بيانات الأفلام العربية
- كريس كوبر على موقع ألو سيني (الفرنسية)
- كريس كوبر على موقع ميوزك برينز (الإنجليزية)
- كريس كوبر على موقع تيرنر كلاسيك موفيز (الإنجليزية)
- كريس كوبر على موقع أول موفي (الإنجليزية)
- كريس كوبر على موقع بوكس أوفيس موجو (الإنجليزية)
- كريس كوبر على موقع قاعدة بيانات برودواي على الإنترنت (الإنجليزية)